# Stig Håkansson
Stig Håkansson   (19 d'octubre de 1918 - 2000) fou un atleta suec, especialista en el salt de llargada i curses de velocitat, vencedor d'una medalla al Campionat d'Europa d'atletisme.
En el seu palmarès destaca una medalla d'or en el 4x100 metres del Campionat d'Europa d'atletisme de 1946. Formà equip amb Stig Danielsson, Inge Nilsson i Olle Laessker. També guanyà dos campionats nacionals dels 100 metres (1944, 1946) i tres de salt de llargada (1939, 1944 i 1945).
També fou jugador de cúrling i el 1968 es proclamà campió de Suècia. Aquell mateix any fou quart al Campió del món de curling. El 1986 fou incorporat al Saló de la Fama del cúrling de Suècia.

## Millors marques
- 100 metres. 10.6" (1944)
- 200 metres. 21.9" (1944)
- Salt de llargada. 7,50 metres (1944)[6]